# Rita Gallagher
Rita Gallagher föddes 1922. Hon utsågs till Miss Michigan, och gifte sig med en pilot i U.S. Air Force. Hon är mor till författaren Rita Clay Estrada. De två och andra författare grundade Romance Writers of America (RWA).
Mellan åren 1982 till 1986 skrev hon tre kärleksromaner, och arbetade senare som skrivinstruktör för författare till kärleksromaner. Tillsammans med sin dotter skrev hon böckerna : "Writing Romances" och "You Can Write a Romance". 
Rita avled den 1 februari 2004 i Houston vid en ålder av 82.
Den här artikeln är helt eller delvis baserad på material från engelskspråkiga Wikipedia, Rita Gallagher, 19 februari 2013.